# Lipowiec (powiat poznański)
Lipowiec – osada w Polsce położona w województwie wielkopolskim, w powiecie poznańskim, w gminie Kleszczewo.
W latach 1975–1998 miejscowość należała administracyjnie do województwa poznańskiego.